# Liste des affluents et sous-affluents de l'Aude
Tableau des affluents et sous-affluents du fleuve côtier Aude.

## Tableau triable par colonnes
| affluent             | côté   | longueur en km | débit | superficie | hauteur source | hauteur aval |
| -------------------- | ------ | -------------- | ----- | ---------- | -------------- | ------------ |
| Bruyante             | G01    | 014,0          | 0,520 | 091        | 2100           | 792          |
| Rébenty              | G02    | 034,0          | 1,800 | 136        | 1600           |              |
| Sals                 | D01    | 019,9          | 1,090 | 144        |                |              |
| Blanque              | D01g1  | 014,7          |       |            | 675            | 313          |
| Sou de Val de Daigne | G03    | 029,6          | 0,620 | 200        |                |              |
| Gué                  | G03d1  | 016,2          |       |            |                |              |
| Lauquet              | D02    | 036,6          | 0,778 | 173        |                |              |
| Fresquel             | G04    | 063,0          | 5,320 | 939        |                |              |
| Lampy                | G04g1  | 029,3          |       |            |                |              |
| Rougeanne            | G04g2  | 029,3          |       |            |                |              |
| Dure                 | G04g2A | 027,0          |       |            |                |              |
| Tréboul              | G04d1  | 022,6          | 0,570 | 142        |                |              |
| Trapel               | G05    | 019,2          | 0,376 | 060        |                |              |
| Orbiel               | G06    | 041,0          | 2,670 | 250        |                |              |
| Grésillou            | G06a   | 008,5          |       |            | 679            | 200          |
| Clamoux              | G06b   | 032,4          | 0,887 | 085        |                |              |
| Argent-Double        | G07    | 037,4          | 0,998 | 108        | 900            | 38           |
| Orbieu               | D03    | 084,0          | 4,640 | 680        | 700            | 11           |
| Sou de Laroque       | D03a   | 017,2          |       |            | 800            | 204          |
| Aussou               | D03b   | 017,4          |       |            |                |              |
| Ruisseau des Mattes  | D03g1  | 015,9          |       |            |                |              |
| Cesse                | G08    | 053,6          | 2,900 | 260        | 865            | 13           |
| Répudre              | G09    | 013,3          |       | 50         |                |              |
| total = 23 affluents | total  | 590,1 km       |       | 3 268 km2  |                |              |

## Sources
- SANDRE, « Fiche fleuve l'aude (Y1--0200) » (consulté le 20 septembre 2008)